# Hunger
För andra betydelser, se Hunger (olika betydelser).
Hunger är en känsla som uppstår hos människor och djur då magsäcken är tom. Känslan av hunger uppstår genom aktivitet i ett hjärncentrum kallat för hypotalamus, som känner av den låga nivån av glukos i blodet och dessutom tar emot hormoner från magsäcken vilka signalerar att den är tom. Bland de hormoner som styr hunger ingår bland annat:
- Ghrelin
- Orexin
- Leptin

Motsatsen till hunger är mättnad vilket kan beskrivas utifrån två synvinklar. Dels den upplevda mättnaden som kan inträffa efter en relativt liten mängd mat och dels fyllnadsgrad av magsäcken. Även tiden som olika substanser stannar kvar i magsäcken spelar roll. Atkinsdieten till exempel spelar mycket på insulinets betydelse för mättnaden.
Hunger kan även ses som ett begrepp på kronisk undernäring. Överdriven hunger och överdrivet ätande kallas hyperfagi. Att sakna hungerkänslor kallas anorexi.